# Johannes-Servatius-Kirche (Pöhlde)

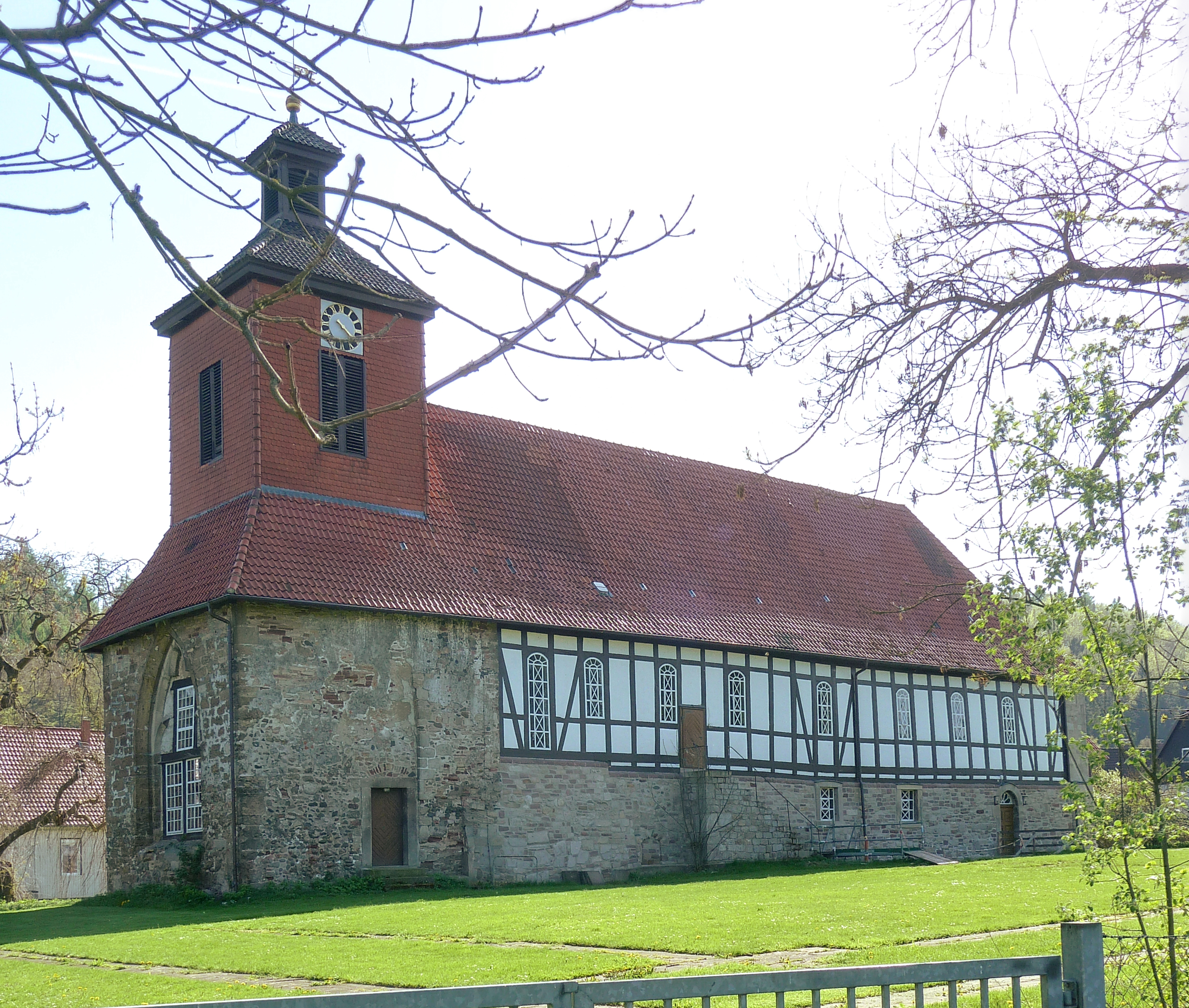
Johannes-Servatius-Kirche

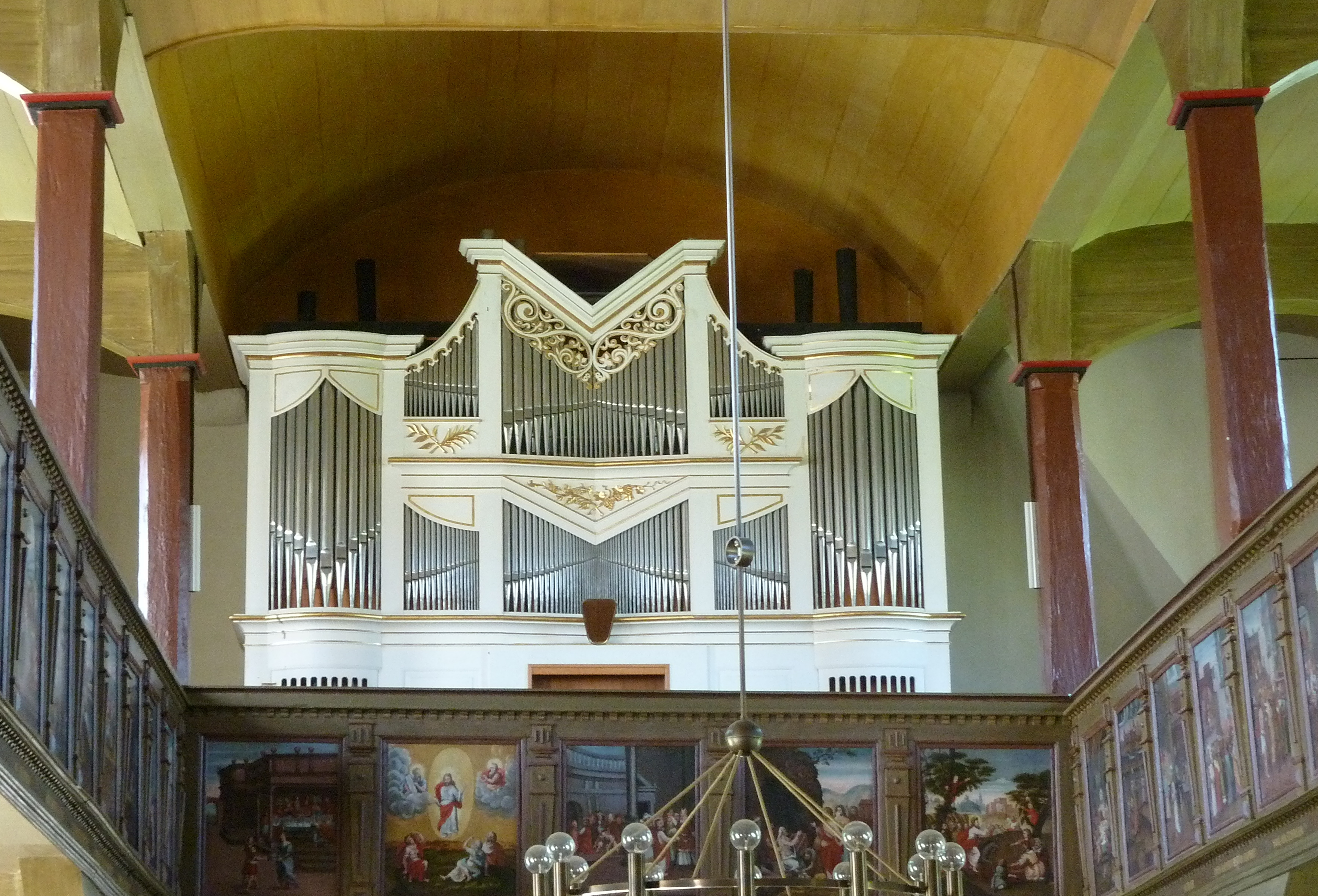
Orgel

Die evangelisch-lutherische denkmalgeschützte Johannes-Servatius-Kirche steht in Pöhlde, einem Ortsteil der Stadt Herzberg am Harz im Landkreis Göttingen von Niedersachsen. Die Kirchengemeinde gehört zum Kirchenkreis Harzer Land im Sprengel Hildesheim-Göttingen der Evangelisch-lutherischen Landeskirche Hannover.

## Geschichte
Die romanische dreischiffige Klosterkirche des Klosters Pöhlde wurde 1200 durch Brand zerstört. Sie wurde im gotischen Baustil neu gebaut und 1240 geweiht. 1525 wurde das Kloster samt Kirche durch Eichsfelder Bauern im Deutschen Bauernkrieg zerstört. Die heutige Saalkirche wurde 1668 auf den Grundmauern des Mittelschiffs der ehemaligen Klosterkirche errichtet.

## Beschreibung
Das Langhaus ist über dem unteren Teil aus Feldsteinen als Fachwerkkirche ausgebildet. Im Osten erhebt sich aus dem Walmdach ein Dachturm von 1768, in  dem drei Kirchenglocken hängen, eine kleine, die 1927 von der Radlerschen Glockengießerei, und zwei große, die 1969 von Friedrich Wilhelm Schilling gegossen wurden. Eine vierte Glocke hing bis 1969 im Geläut der Kirche. Sie fand 1994 in dem neu erbauten freistehenden Glockenstuhl vor der Westwand ihren Platz. Der Fußboden der Kirche liegt tiefer als die umgebende Ebene. 
Im Innenraum erinnern 12 hölzerne Reliefs mit Porträts von Propheten und Aposteln aus dem 13. Jahrhundert an die Zeiten des Klosters. Sie befanden sich ursprünglich am Chorgestühl der Mönche und zeigen Porträts biblischer Gestalten. Die 35 Ölbilder, die die Brüstungen der U-förmigen Emporen schmücken, sind um 1700 gemalt und stellen das Leben von Jesus Christus dar. Die vier Evangelisten an der Altarwand wurden um 1900 geschaffen, zwischenzeitlich übermalt und bei der Kirchenrenovierung 1967 wieder hervor geholt. Die Geräte für den Abendmahlsgottesdienst stiftete König Georg V. von Hannover. Der Orgelprospekt stammt von 1827, als die Kirche ihre erste Orgel erhielt. Die jetzige Orgel wurde 1975 von Paul Ott gebaut. Sie hat zwei Manuale und 950 Orgelpfeifen. 